# طوعلی سفلی (خداآفرین)
طوعلی سفلی یکی از روستاهای استان آذربایجان شرقی است که در دهستان منجوان شرقی بخش منجوان شهرستان خداآفرین واقع شده‌است.
یک آمارگیری اخیر جمعیت را ۱۲۳۴ نفر در ۳۷۸ خانوار اعلام کرده‌است. بدین ترتیب، طوعلی سفلی، احتمالاً یکی از بالاترین رشد جمعیت را در میان روستاهای منطقه ارسباران داراست.
قبل از انقلاب اسلامی ایران ارباب روستای طوعلی سفلی ابراهیم خان خلیلی بود که صاحب چند روستای دیگر بود که تحت هدایت آن بود بعد از قانون اصلاحات ارضی مجبور به پخش کردن زمین های خود به مردم روستاها شد.
در آستانه انقلاب سفید، که نقشی عمده در فروپاشی نهایی ساختار ایلی ایران داشت، تیره ای از ایل محمد خانلو، شامل ۵۰ خانوار، از روستای طوعلی سفلی بعنوان قشلاق استفاده میکردند..